# Richard Atwood Glass
Sir Richard Atwood Glass, född 1820 i Bradford, West Yorkshire, död 22 december 1873 South Stoneham, Hampshire, var en engelsk ingenjör och fabrikör.
Glass var känd som telegrafkabelfabrikant. I hans fabrik tillverkades hälften av den första transatlantiska kabeln 1865 och hela 1866 års transatlantiska kabel.